# Club Deportivo Mirandés 2016-2017
Questa voce raccoglie le informazioni riguardanti il Club Deportivo Mirandés nelle competizioni ufficiali della stagione 2016-2017.

## Rosa
| N. |                   | Ruolo | Calciatore        |
| -- | ----------------- | ----- | ----------------- |
| 1  | Spagna (bandiera) | P     | Sergio Pérez      |
| 3  | Spagna (bandiera) | D     | Gorka Kijera      |
| 4  | Spagna (bandiera) | D     | Carlos Lázaro     |
| 5  | Spagna (bandiera) | D     | Fran Cruz         |
| 6  | Spagna (bandiera) | D     | Álex Ortiz        |
| 7  | Spagna (bandiera) | C     | Iker Guarrotxena  |
| 8  | Spagna (bandiera) | C     | Marco Sangalli    |
| 10 | Spagna (bandiera) | C     | Alain Oyarzun     |
| 11 | Spagna (bandiera) | C     | Dani Provencio    |
| 12 | Spagna (bandiera) | A     | Pedro Martín      |
| 13 | Spagna (bandiera) | P     | Roberto Gutiérrez |

| N. |                   | Ruolo | Calciatore        |
| -- | ----------------- | ----- | ----------------- |
| 14 | Spagna (bandiera) | C     | Maikel Mesa       |
| 15 | Spagna (bandiera) | C     | Carlos Moreno     |
| 16 | Spagna (bandiera) | C     | Iñigo Eguaras     |
| 17 | Spagna (bandiera) | C     | Álvaro Bustos     |
| 18 | Spagna (bandiera) | D     | Jon Aurtenetxe    |
| 19 | Spagna (bandiera) | A     | Fofo              |
| 20 | Spagna (bandiera) | D     | Ruymán Hernández  |
| 21 | Spagna (bandiera) | C     | Néstor Salinas    |
| 22 | Spagna (bandiera) | D     | Pau Cendrós López |
| 23 | Spagna (bandiera) | C     | Javi Hervás       |
| 24 | Spagna (bandiera) | C     | Rúper             |